# Falkenburg (Palts)
De Falkenburg is een burchtruïne in Rijnland-Palts in het zuidelijk deel van het Pfälzerwald op de slotberg ten westen van Wilgartswiesen in de Landkreis Südwestpfalz. Zoals veel burchten in het Pfälzerwald werd ze waarschijnlijk in de elfde eeuw gebouwd op een zandsteenrots. Als opvolger van de Wilgartaburg moest ze bescherming bieden aan de omliggende dorpen.

## Geschiedenis
Hoewel de bouw mogelijk eerder heeft plaats gevonden, wordt de burcht voor het eerst in 1246 vermeld. In 1290 komt er in de akten een Werner van Falkenburg voor. Van 1300 tot  1313 wordt de Falkenburg aan Frederik IV van Leiningen verpand, in 1317 wordt ze opnieuw verpand, ditmaal door keizer Lodewijk IV aan de paltsgraven Rudolf II en Ruprecht I. 
In 1375 werd Emich V van Leiningen eigenaar van de burcht. De Falkenburg overleefde weliswaar in 1525 de Boerenoorlog, maar werd in de Dertigjarige Oorlog van 1632 tot 1648 bezet. In 1680 werd de burcht door Franse troepen opgeblazen. Het hier gevestigde Leiningse ambt Falkenburg had de hele Frankenweide bestuurd. Het werd na de verwoesting van de burcht naar Wilgartswiesen verplaatst..
In 1560 werd het graafschap Leiningen-Hardenburg onder de broers Johann Philipps en Emich XI gedeeld. Johann Philipp kreeg als de oudste de stamzetel Hardenburg met Dürkheim en omgeving, Battenberg, Großbockenheim en Kleinbockenheim en verder een verspreid liggend aantal dorpen. Hij en zijn nakomelingen noemden zich voortaan graaf van Leiningen-Dagsburg-Hardenburg.
Emich XI erfde het slot Falkenburg met de omliggende dorpen (= ambt Falkenburg) en verder Mühlheim an der Eis, Colgenstein, Heidesheim, Kindenheim en Biedesheim in het noordelijk deel van Palts, Guntersblum in Rheinhessen en verschillende andere bezittingen. Deze tak noemde zich Leiningen-Dagsburg-Falkenburg. Ze resideerden aanvankelijk op de Falkenburg en vanaf 1612 op het nieuw gebouwde en gunstiger gelegen Slot Heidesheim bij Worms. De tak Leiningen-Falkenburger stierf 1774 in mannelijke lijn uit, maar leefde vanaf 1787 voort als graven van Leiningen-Heidesheim en Leiningen-Guntersblum. Dit na de keizerlijke erkenning van een buitenechtelijke tak.
Het ambt Falkenburg was gemeenschappelijk bezit van Leiningen en Keurpalts en later van Leiningen en Palts-Zweibrücken. In 1785 kwam het gehele ambt aan Palts-Zweibrücken.